# Grand Montauban
La communauté d'agglomération Grand Montauban est une communauté d'agglomération française, située dans le département de Tarn-et-Garonne et la région Occitanie.

## Historique
De sa création en 2000 à novembre 2010, l'établissement a reçu la dénomination de Communauté d'Agglomération du Pays de Montauban et des Trois Rivières, les Trois Rivières en question étant le Tarn, le Tescou et l'Aveyron.
Jugée insuffisamment dynamique pour son territoire, l'appellation est modifiée et devient le 8 novembre 2010 Communauté d'agglomération du Grand Montauban.
La communauté d'agglomération est actionnaire, à hauteur de 32 % du capital, de la société publique locale d'aménagement (SPLA) « Montauban 3 Rivières Aménagement » (M3RA), avec deux sièges au conseil d'administration, le reste du capital (68 %) étant détenu par la commune de Montauban, avec cinq sièges au conseil d'administration,,. M3RA a pris la succession, le 19 juin 2009, de la « Société d'économie mixte pour l'aménagement et l'expansion de Montauban » (SEMAEM), qui existait depuis le 24 novembre 1984.
Depuis le 1er janvier 2017, en application de la loi NOTRe, Reyniès fait partie du Grand Montauban
Le 1er janvier 2018, la commune de Lacourt-Saint-Pierre quitte la communauté de communes Grand Sud Tarn-et-Garonne pour rejoindre la communauté d'agglomération du Grand Montauban.
Le 1er janvier 2019, la commune d'Escatalens quitte la communauté de communes Grand Sud Tarn-et-Garonne pour rejoindre la communauté d'agglomération du Grand Montauban.
Le 1er janvier 2025, la commune de Léojac intègre la Communauté d’agglomération du Grand Montauban.

## Territoire communautaire

### Géographie
Située au centre du département de Tarn-et-Garonne, l'intercommunalité Grand Montauban regroupe 12 communes et présente une superficie de 280,9 km2.

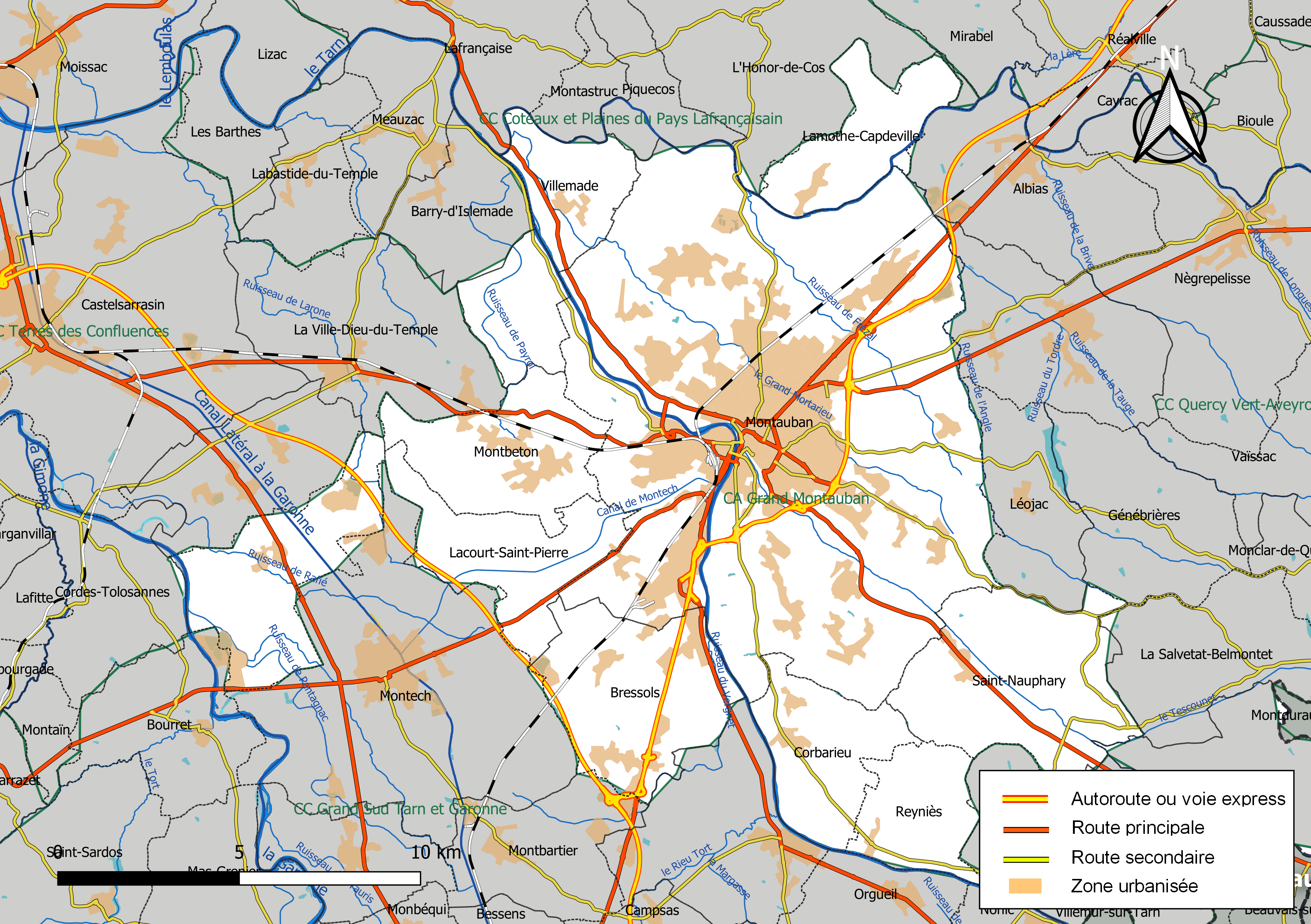
Carte de l'intercommunalité Grand Montauban au 1er janvier 2019.

### Composition

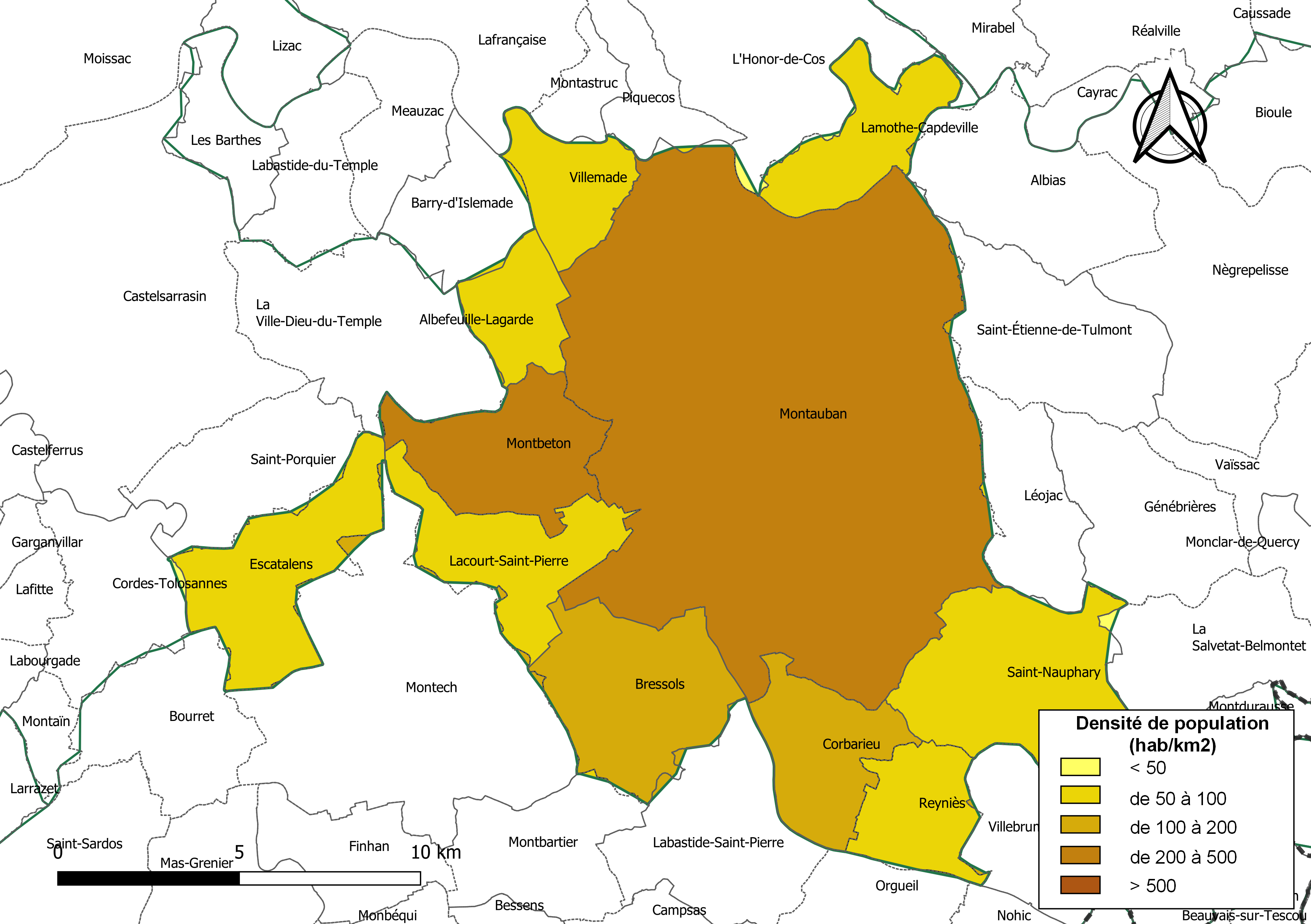
Carte des densités de population (millésimée 2016) des communes de l'intercommunalité Grand Montauban. Composition en communes au 1er janvier 2019.

La communauté d'agglomération est composée des 12 communes suivantes :

| Nom                  | Code Insee | Gentilé           | Superficie (km2) | Population (dernière pop. légale) | Densité (hab./km2) |
| -------------------- | ---------- | ----------------- | ---------------- | --------------------------------- | ------------------ |
| Montauban (siège)    | 82121      | Montalbanais      | 135,17           | 62 487 (2022)                     | 462                |
| Albefeuille-Lagarde  | 82001      | Algardois         | 8,03             | 590 (2022)                        | 73                 |
| Bressols             | 82025      | Bressolais        | 20,39            | 3 883 (2022)                      | 190                |
| Corbarieu            | 82044      | Corbariens        | 13,03            | 1 707 (2022)                      | 131                |
| Escatalens           | 82052      | Escatalinois      | 17,99            | 1 139 (2022)                      | 63                 |
| Lacourt-Saint-Pierre | 82085      | Lacourtois        | 14,77            | 1 265 (2022)                      | 86                 |
| Lamothe-Capdeville   | 82090      | Motacapdevillois  | 11,92            | 1 076 (2022)                      | 90                 |
| Léojac               | 82098      | Léojacois         | 12,8             | 1 279 (2022)                      | 100                |
| Montbeton            | 82124      | Montbetonnais     | 15,98            | 4 335 (2022)                      | 271                |
| Reyniès              | 82150      | Reyniésiens       | 9,94             | 878 (2022)                        | 88                 |
| Saint-Nauphary       | 82167      | Saint-Nauphariens | 24,43            | 1 934 (2022)                      | 79                 |
| Villemade            | 82195      | Villemadais       | 9,21             | 824 (2022)                        | 89                 |

### Démographie
| 1968   | 1975   | 1982   | 1990   | 1999   | 2006   | 2011   | 2016   | 2022   |
| ------ | ------ | ------ | ------ | ------ | ------ | ------ | ------ | ------ |
| 53 455 | 56 134 | 59 851 | 62 048 | 63 790 | 69 441 | 73 615 | 78 652 | 81 397 |

## Administration

### Siège
Le siège de la communauté d'agglomération est situé à Montauban.

### Les élus
Le conseil communautaire de la communauté d'agglomération se compose de 48 conseillers, élus pour une durée de six ans.
Ils sont répartis comme suit :
| Nombre de conseillers | Communes              |
| --------------------- | --------------------- |
| 24                    | Montauban             |
| 7                     | Montbeton             |
| 6                     | Bressols              |
| 3                     | Saint-Nauphary        |
| 2                     | Corbarieu             |
| 1 (+1 suppléant)      | les 6 autres communes |

### Présidence
| Période                                  | Période          | Identité           | Étiquette    | Qualité                                                       |
| ---------------------------------------- | ---------------- | ------------------ | ------------ | ------------------------------------------------------------- |
| Les données manquantes sont à compléter. |                  |                    |              |                                                               |
| 9 avril 2001                             | 11 février 2021  | Brigitte Barèges   | RPR, UMP, LR | Maire de Montauban (2001 → 2021). Députée (2002 → 2012).      |
| 11 février 2021                          | 23 décembre 2021 | Thierry Deville    | LR           | Adjoint au maire de Montauban                                 |
| 23 décembre 2021                         | 20 août 2024     | Brigitte Barèges   | LR puis UDR  | Maire de Montauban (déc 2021 → août 2024). Députée (2024 → ). |
| 20 août 2024                             | En cours         | Marie-Claude Berly | LR puis UDR  | Maire de Montauban (août 2024 → )                             |

### Régime fiscal et budget
Le régime fiscal de la communauté de communes est la fiscalité professionnelle unique (FPU).